# A 0416-os szökevény
A 0416-os szökevény 1970-ben bemutatott, 1 + 4 részes fekete-fehér, magyar krimisorozat, Keleti Márton rendezésében, Márkus László főszereplésével. Forgatókönyvíró: Gimes György. A sorozat középpontjában Martin Luther King meggyilkolása áll, akinek halálát összefüggésbe hozzák egy szökött fegyenccel.

## Szereplők

### Főszereplők
- Márkus László – Pearl Gay (James Pearl Ray)
- Bárdy György – Paul
- Páger Antal – Field
- Keres Emil – Joe Mackenzie
- Tordai Teri – Cathy Simpson

### Egyéb szereplők
- Nagy Attila – Mike; Bradshaw hadnagy
- Pécsi Sándor – Stanson, börtönigazgató
- Kaló Flórián – Bearly, főfelügyelő
- Inke László – Dun
- Ruttkai Ottó – Alamuszi Ted
- Ajtay Andor – Richard Gratle bíró
- Gobbi Hilda – Néger moteltulaj
- Körmendi János – Gabe; Gates őrmester
- Márton András – Színész XI.
- Tordy Géza – Író (Gimes György)
- Básti Lajos – Rendező (Keleti Márton)
- Tomanek Nándor – Bűnügyi szakértő
- Mádi Szabó Gábor – James Floyd
- Medveczky Ilona – Cathy barátnője
- Csűrös Karola – TV bemondónő
- Szabó Ottó – Rendőrkapitány
- Budai István – Dun első embere
- Csurka László – Dun második embere
- Horváth Gyula – Dun harmadik embere
- Basilides Zoltán – FBI ügynök I.
- Csonka Endre – FBI ügynök II.
- Dégi István[1] – FBI ügynök III.
- Kautzky József – Paul első embere
- Vándor József – Paul második embere
- Pusztai Péter – Foglár
- Zách János – Bakonyi Ferenc
- Horkai János – Bűnügyi nyilvántartós tiszt
- Némethy Ferenc – Személyzet a vonaton; Férfi a hotelnél
- Balogh Emese – Bakony asszisztense
- Deák B. Ferenc – Peterson
- Fonyó József – Plymouth szervizes
- Somogyvári Pál – Memphis-i rendőr (2. részben)
- Cs. Németh Lajos – Memphis-i rendőr (3. és 4. részben)
- Raksányi Gellért – Morris tizedes
- Gera Zoltán – Shell alkalmazott
- Gyenge Árpád – A Tanipe&Co. tulaja
- György László – Burke alhadnagy
- Izsóf Vilmos – Finch
- Kovács Károly – William Fraser
- Greguss Zoltán – Ügyvéd
- Huszár László – Felügyelő a Yardnál
- Kertész Péter – TV riporter
- Verebes István – Fotóriporter
- Ujréti László – Újságíró I.
- Fodor Zsóka – Újságíró II.
- Császár Angela – Újságíró III.
- Gyulai Károly – Kihallgatótiszt I.
- Láng József – Kihallgatótiszt II.
- Márky Géza – Butler felügyelő
- Bay Gyula – Collins őrmester
- Garics János – Őrmester a Yardnál
- Tarsoly Elemér – Rendőr a Yardnál
- Mensáros László – Államügyész

További szereplők: Gór Nagy Mária, Köő Sándor, Pathó István, Ujréti László

## Epizódok
- Bevezető rész: Előzmény és tényanyagok (53')

A sorozat szereplői próbára készülnek a stúdióban. Kisvártatva megérkezik az  író (Tordy Géza), a rendező (Básti Lajos), és egy bűnügyi szakértő (Tomanek Nándor), akik archív fénykép-, és filmfelvételek segítségével elmondják a színészeknek a sorozat valós eseményeit. A próba végén megkezdik a sorozat forgatását.
- 1. rész (49')

1967 tavaszán megszökött egy fogoly Missouri állam Jefferson City-beli központi börtönéből. A 0416-os sorszámmal nyilvántartott elítélt ekkor már több mint 4 esztendőt töltött a cellában, de ahhoz, hogy büntetését letöltse, még 16 éve volt hátra. Missouri központi börtönéből nehéz a szökés: szinte lehetetlen. A 0416-os mégis "kiröppen". Az akciót nem egyedül hajtotta végre, hanem kívülről segítették. A hatóságok sokat tudnak a szökevényről, mégis hamis nyomon kezdik el a hajszát.
- 2. rész (62')

Gay a váratlan szabadsággal alig tud betelni. A sima modorú Paul összehozza Kathyval. Gayt állandóan utasítják a nyomozóhatóságok félrevezetésére. Ő azonban nem sokat törődik azzal, milyen cél érdekében segítették szökésében. Élvezi a nagy lehetőséget.
- 3. rész (38')

A tennessee-i Memphisben egy titokzatos fehér úr kivesz egy szobát egy piszkos kis fekete fogadóban. Az új lakó helyett azonban egy másik férfi lopódzik a szobába, hogy a fürdőszoba ablakából lövést adjon le. A távcsöves puska egy fontos fekete személyiséget vett célba, aki a lövés után összeesik. A rendőrség kutatja a gyilkost, de eredménytelenül.
- 4. rész (51')

Egyetlen lövés dördült a memphisi Brewer panzió emeleti fürdőszobájának ablakából, s szemközt a Lorraine Motel erkélyén holtan esett össze Dr. Martin Luther King. A gyilkos várta a titkos rádiójelet: "Az oroszlán kapuja nyitva!". Porfelhőt maga mögött hagyva viharzott el a Ford. A hajsza, amely "sajnálatos véletlenek" következtében két hónapig kudarcot halmoz kudarcra, váratlan fordulattal eléri az állítólagos tettest.